# ماريو لويس كونتريرز
ماريو لويس كونتريرز (بالإسبانية: Mario Contreras Contreras)‏ هو دراج سلفادوري، ولد في 22 مايو 1987 في سانتا آنا مونيسباليتي في السلفادور.

## وصلات خارجية
- ماريو لويس كونتريرز على موقع أرشيف الدراجات (الإنجليزية)
- ماريو لويس كونتريرز على موقع إحصائيات الدراجات الإحترافية (الإنجليزية)
- ماريو لويس كونتريرز على موقع أوليمبيديا (الإنجليزية)